# Morbid Cow
Morbid Cow (транскр.  Морбид кау) је хард кор бенд из Горњег Милановца.

## Историјат
Основани су 1992. године. Имају иза себе велики број наступа и доста демо снимака, али никада нису издали никакво самостално званично издање, осим песама које објављују преко интернета и учешћа на једној компилацији.
Крајем 2012. освајају титулу најбољег демо бенда у избору читалаца магазина Ноктурно. У августу исте године избацују видео спот за песму „Моје руке, твоје речи“, у којој гостује Зоран Маринковић из Бјесова, а која се појавила на првој компилацији песама на стихове Марије Крсмановић „Побуна“, у издању загребачке куће „Слушај најгласније“.

## Чланови групе
- Драган Лаудановић - вокал[3]
- Добриша Даничић - вокал
- Александар Миковић - гитара
- Никола Драшовић - бас гитара
- Андрија Јовановић - бубњеви
- Жарко Минић - гитара